# Cosmocomoidea tenuis
Cosmocomoidea tenuis – gatunek błonkówki z rodziny rzęsikowatych.
Gatunek ten opisali w 2016 roku Xu Mei, Lin Naiquan i Hu Hongying na podstawie samic odłowionych w 1985 i 1991 roku.
Samica ma ciało długości 1267–1500 μm, barwy jasno- do ciemnobrązowej z żółtawobrązowymi odnóżami i jasnożółtawymi oczami złożonymi i przyoczkami. Czułki o buławce co najmniej 4,9 raza dłuższej niż szerokiej, drugim członie funikularnym pozbawionym sensillum placodeum, a trzecim z jednym sensillum placodeum. Buławka czułków z ośmioma sensilla placodea. Mezosoma nieco dłuższa od metasomy. Na poztułowiu żeberka submedialne są przynajmniej prawie kompletne. Pokładełko długości środkowych goleni, zajmuje około 90% długości gaster i najwyżej ledwo wystaje poza jego wierzchołek.
Błonkówka znana tylko z Fujianu w Chinach.